# Peter Westenthaler

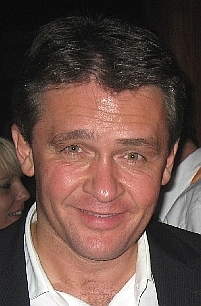
Peter Westenthaler (2006)

Peter Westenthaler (* 6. November 1967 in Wien; gebürtig Peter Hojač oder Hojac) ist ein österreichischer vormaliger Politiker und langjähriger Spitzenrepräsentant der FPÖ, später des BZÖ, jetziger Polit-Analyst beim TV-Sender oe24.tv, Kolumnist der Tageszeitung Österreich und Unternehmer. Seit März 2024 ist er ORF-Stiftungsrat.

## Berufliche und politische Laufbahn
Peter Westenthaler besuchte vier Jahre lang die Unterstufe des Gymnasiums der Neulandschule am Laaer Berg, gefolgt von einem Besuch in den Jahren 1983 bis 1988 der HTL Spengergasse, Abteilung EDV und Betriebliche Organisation. Westenthaler ließ 1984 seinen Familiennamen anlässlich einer erwarteten Scheidung seiner Eltern (die dann ausblieb) von Hojac auf den Geburtsnamen der Mutter ändern. Nach der Reifeprüfung studierte er einige Zeit Publizistik und Politikwissenschaft an der Universität Wien, ohne jedoch einen Abschluss zu machen. Er lernte nach verschiedenen Tätigkeiten im EDV-Bereich 1988 Jörg Haider kennen und wurde im selben Jahr freier Mitarbeiter im FPÖ-Parlamentsklub (hierbei arbeitete er noch anfangs an der EDV des Parlamentsklubs mit). Von 1989 bis 1991 war er hauptamtlicher Pressereferent im FPÖ-Parlamentsklub unter Klubobmann Norbert Gugerbauer. Danach war Westenthaler, der Jörg Haiders sogenannter „Buberlpartie“ zugerechnet wird, bereits persönlicher Sekretär von Bundesparteiobmann Jörg Haider bis 1993. 1995 leistete er seinen Präsenzdienst. 1996 wurde er zum Leiter des neu installierten Kommunikationsbüros bestellt, von 1996 bis 1999 war er auch Generalsekretär der FPÖ. Den Höhepunkt in seiner Parteikarriere erreichte Westenthaler als Stellvertreter von FPÖ-Bundesparteiobfrau Susanne Riess-Passer von 2000 bis 2002.
Westenthaler war von 1991 bis 1999 als Mitglied des Wiener Gemeinderates tätig. Nach der Nationalratswahl 1999 wechselte er in den Nationalrat. Dort wurde er nach der Regierungsbildung im Frühjahr 2000 Klubobmann der FPÖ-Fraktion. In dieser Funktion war er vor allem durch seine Doppelconférencen mit ÖVP-Klubobmann Andreas Khol (den er 1999 noch als Undemokratie in Person, später einmal als väterlichen Freund bezeichnet hatte), in denen Regierungsvorhaben angekündigt wurden, medial präsent. Medienpolitisch war Westenthaler nicht nur als Mitglied des ORF-Kuratoriums ab 1999 tätig, Aufregung erzeugten auch seine Interventionsversuche auf die politische Berichterstattung des ORF. Die Bestellung von Alexander Wrabetz zum neuen Generaldirektor im August 2006 habe laut einiger österreichischer Printmedien den Einfluss des BZÖ im ORF erhöht. Die Stimmen des BZÖ waren im ORF-Stiftungsrat entscheidend für den Sieg von Wrabetz über seine Konkurrenten, was die ÖVP in der Person von Liese Prokop dazu veranlasste, Westenthaler „mangelnde Handschlagqualität“ zu attestieren.
Nach der Knittelfelder FPÖ-Versammlung 2002 legte Westenthaler gemeinsam mit Susanne Riess-Passer und Finanzminister Karl-Heinz Grasser alle Parteifunktionen nieder, wodurch aufgrund der Beendigung der ÖVP-FPÖ-Koalition Neuwahlen auf Bundesebene die Folge waren.
Im Jahre 2001 wurde Peter Westenthaler für seine Forderungen nach einer umfassenden Sammlung von Fingerabdrücken mit dem Negativpreis Big Brother Award ausgezeichnet.

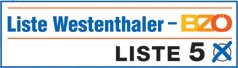
In der Nationalratswahl 2006 firmiert das BZÖ mit seinem Namen

Nach seiner ersten Politkarriere wurde er von Frank Stronach in dessen Magna-Steyr-Konzern angestellt und war in Stronachs Auftrag (in dessen Funktion als Bundesliga-Chef) als Vorstand der österreichischen Fußball-Bundesliga tätig.
Im Oktober 2005 trat Westenthaler kurz vor den Wiener Landtagswahlen wieder parteipolitisch in Aktion, indem er mittels eines offenen Briefs zur Wahl des BZÖ aufrief. In der Folge wurde er mehrmals als möglicher Vorsitzender des BZÖ gehandelt. Nachdem er am 20. Mai 2006 offiziell bekannt gegeben hatte, für diese Position zur Verfügung zu stehen, wurde er am 22. Mai 2006 vom BZÖ als Spitzenkandidat der Partei für die Nationalratswahl 2006 präsentiert. Die offizielle Wahl in diese Funktionen fand am 23. Juni 2006 beim Bundeskonvent in Salzburg statt. Parteikollege Eduard Mainoni kommentierte Westenthalers Funktion in der Partei mit den Worten, er sei einer, „der die Proleten abdeckt“. Im Zuge des Wahlkampfes sorgte Westenthaler mit der Forderung, 300.000 Ausländer abzuschieben, für Aufregung. Sein Vorschlag wurde von allen anderen Parteien (ausgenommen der FPÖ) als ausländerfeindlich bezeichnet und heftig kritisiert. Am 30. August 2008 wurde er wieder von Jörg Haider als Bündnisobmann abgelöst.
Am 18. Juni 2009 wurde Westenthaler wegen falscher Zeugenaussage rechtskräftig zu sechs Monaten bedingter Haft verurteilt. Seit dem 18. Juni 2012 ist diese Bewährungsstrafe getilgt.
Im Mai 2010 absolvierte er erfolgreich einen halbjährigen Lehrgang für Immobilienmakler und sammelte danach Praxis bei befreundeten Maklern. Im November 2013 gründete Westenthaler sein eigenes Consulting-Unternehmen. Er arbeitet als Immobilien-, PR- und Politikberater.
Im April 2017 wurde Westenthaler Verlagsleiter des Monatsmagazins Alles Roger?, das von Ronald Seunig, dem Betreiber des Einkaufszentrums Excalibur City an der tschechischen Grenze bei Hatě, in einer Auflage von 200.000 Stück österreichweit bis 2019 herausgegeben wurde.
Seit Februar 2018 ist Westenthaler für die Mediengruppe Österreich tätig. Zum einen fungiert er für deren TV-Sender oe24.TV als Interview-Partner bei Nachrichten-Beiträgen sowie zusammen mit Josef Cap als wöchentlicher Diskutant in der Sendung Fellner-Live. Zum anderen erscheint in der zur Mediengruppe gehörenden Tageszeitung Österreich jeden Dienstag eine Kolumne Westenthalers.
Im Februar 2024 wurde Westenthaler von der FPÖ entsandter ORF-Stiftungsrat. Dabei wurden Stimmen laut, dass dies mit seiner Tätigkeit für die Mediengruppe Österreich als Konkurrenzunternehmen nicht vereinbar sei.

## „Halbmondaffäre“
Im Wahlkampf zur Nationalratswahl 2006 hatte ein Brief, den BZÖ-Chef Peter Westenthaler im TV-Duell mit dem SPÖ-Vorsitzenden Alfred Gusenbauer präsentierte, rechtliche Schritte zur Folge. Der Österreichische Alpenverein (OeAV) und der Wiener SPÖ-Gemeinderat Omar Al-Rawi verklagten daraufhin das BZÖ.
Westenthaler hatte einen – wie sich später herausstellte, fingierten – Antwortbrief des Österreichischen Alpenvereins an Al-Rawi zitiert, in dem es darum ging, Halbmonde statt Gipfelkreuzen auf den österreichischen Berggipfeln aufzustellen. Später bekannte sich eine Künstlergruppe zu dem Brief, der neben Westenthaler auch an FPÖ-Obmann Heinz-Christian Strache und an Hans Dichand (Kronen Zeitung) geschickt worden war.

## Strafverfahren

### Verurteilung wegen Falschaussage
Christoph Pöchinger, Pressesprecher der knapp vor den Wahlen aus dem BZÖ ausgetretenen Justizministerin Karin Gastinger, wirft dem Leibwächter Westenthalers, Siegfried Kobal, vor, ihn am Wahlabend im Beisein Westenthalers und auf dessen Aufforderung hin verprügelt zu haben. Westenthaler bestreitet diese Darstellung. Am 30. Oktober 2006 wurde durch die Staatsanwaltschaft die Anzeige zurückgelegt, da Westenthaler nicht nachgewiesen werden konnte, dass er mit seinen Äußerungen eine Nötigung beabsichtigt hatte. Die Staatsanwaltschaft bezeichnete dies als „alkohol- und milieubedingte Unmutsäußerungen“.
Nachdem Westenthalers damaliger Leibwächter am 20. März 2007 in dieser Angelegenheit wegen Körperverletzung und Nötigung zu vier Monaten bedingter Haft und Zahlung eines Schmerzengeldes verurteilt worden war, wurde gegen Westenthaler ein Verfahren eingeleitet, weil seine Aussagen im Prozess gegen den Leibwächter vom Staatsanwalt als bewusste Falschaussage gewertet wurden. So bestritt Westenthaler, in jener Nacht mit Polizisten gesprochen zu haben, obwohl zwei Beamte sich an ein Gespräch mit ihm erinnern konnten. Der Nationalrat hob die parlamentarische Immunität Westenthalers auf, und das Verfahren begann am 11. Juni 2008. Peter Westenthaler bekannte sich „nicht schuldig“. Am 29. Juli 2008 wurde er nicht rechtskräftig wegen Falschaussage zu neun Monaten bedingter Haft verurteilt. Das Urteil wurde nach einem Berufungsverfahren am 18. Juni 2009 auf sechs Monate bedingter Haft reduziert und ist rechtskräftig. Am 18. Juni 2012 endeten sowohl Bewährungs- als auch Tilgungsfrist zu diesem Urteil.

### Verurteilung wegen schweren Betrugs und Untreue
Von Oktober 2014 bis März 2015 fand im Wiener Landesgericht ein Strafprozess gegen Westenthaler wegen Verdachts auf schweren Betrug und Untreue statt. Westenthaler, der die Anklagepunkte bestritt, wurde vorgeworfen, Sonderförderungen als Bundesliga-Vorstand missbräuchlich verwendet zu haben. Außerdem wurde er beschuldigt, dass ein von der BZÖ-Agentur Orange erstelltes Papier zum Thema Spielerschutz, das von den Österreichischen Lotterien in Auftrag gegeben wurde, nicht den verlangten Preis von 300.000 Euro wert sei. Westenthaler habe sich hier bewusst an einer Untreuehandlung zu Lasten der Casinos Austria beteiligt.
Am 6. März 2015 wurde Westenthaler nicht rechtskräftig in allen Punkten freigesprochen. Der zuständige Richter sah den ÖFB nicht getäuscht und die Liga-Vereine nicht geschädigt. Die Förderungen seien „ganz im Sinne des Förderzwecks“ verwendet worden. Zum Vorwurf der Untreue fand der Richter „überhaupt keine Beweise [...], dass Westenthaler dahinter gesteckt hätte“.
Am 3. März 2016 wurde bekannt, dass der Oberste Gerichtshof den Freispruch aufgehoben hatte.
Im wiederholten Prozess wurde Westenthaler am 13. Jänner 2017 zu zweieinhalb Jahren teilbedingter Haft verurteilt, wobei dieser erst nach fünf Monaten Haft eine Fußfessel beantragen kann. Westenthaler legte gegen das Urteil Berufung ein. Der Oberste Gerichtshof bestätigte jedoch im Oktober 2017 den Schuldspruch. Hinsichtlich des Strafausmaßes wurde das Verfahren an das Oberlandesgericht Wien verwiesen. Dieses reduzierte im März 2018 die Strafe auf 24 Monate, wovon 8 Monate unbedingt ausgesprochen wurden. Um eine Fußfessel kann er frühestens nach vier Monaten ansuchen. Begründet hat das Gericht dies damit, dass Westenthaler seine Position als ehemaliger Spitzenpolitiker benützt habe, um die inkriminierten Tathandlungen zu setzen. Um der Gefängnishaft zu entgehen, kündigte Westenthalers Anwalt im April 2018 an, bei der Generalprokuratur eine Nichtigkeitsbeschwerde zur Wahrung des Gesetzes anzuregen. Diese würde Westenthaler ein Fußfesselersuchen bereits zu Haftantritt ermöglichen. Anfang Mai 2018 gewährte das Straflandesgericht Wien Haftaufschub bis zum 20. August 2018, um „seine Vertretung in adäquater Weise organisieren zu können und um ihm auch nach seiner Haftentlassung eine Rückkehr in das Beschäftigungsverhältnis gewährleisten zu können“. Er trat seine Haftstrafe am 20. August 2018 in der Justizanstalt Wien Simmering an. Am 31. Jänner 2019 wurde Westenthaler aus der Haft entlassen.

## Trivia
Ein ORF-Redakteur gab im Jänner 2002 zu Protokoll, der damalige FPÖ-Sprecher Westenthaler habe ihm in einem Telefonat über das Zustandekommen einer Westenthaler missliebigen TV-Diskussion gedroht: „Dann gibt es Stunk!“. Westenthaler dementierte diesen Vorwurf und meinte, er habe gesagt: „Dann kommt die Trunk!“, konnte aber die Rolle der bis dahin öffentlich wenig bekannten SPÖ-Bundesrätin Melitta Trunk nicht weiter erklären. Westenthalers Replik ist dabei im Zusammenhang mit der politischen Rhetorik in Österreich nach der Hump-Dump-Affäre zu sehen.
Im Weltraumroman Alles klappt nie (2005) des österreichischen Autors Martin Amanshauser, der im Jahr 2020 spielt, ist eine der zentralen Figuren ein Ex-Politiker namens Westenthaler, im Buch der Sekretär eines Tycoons namens Stronach.

## Auszeichnungen (Auszug)
- Großes Goldenes Ehrenzeichen mit dem Stern für Verdienste um die Republik Österreich[33] (2005)[34]
- Dr. Jörg Haider Medaille der Jörg Haider Gesellschaft (2010)[35]